# Tim McCord
Timothy Todd McCord (Sacramento, 28 de junho de 1979), popular como Tim McCord, é um músico e compositor americano. É mais conhecido como atual guitarrista da banda de metal alternativo Evanescence.

## Carreira
Em 2000, McCord se juntou como guitarrista à banda de post-grunge The Revolution Smile, com a qual lançou dois álbuns de estúdio até a sua saída do grupo em 2004.
Mais tarde em agosto de 2006, ele foi anunciado como novo baixista da banda de metal alternativo Evanescence, substituindo o recém-saído Will Boyd. Dessa forma, McCord tocou ao vivo em todas as datas da The Open Door Tour, e passou a contribuir nas composições das canções a partir do disco Evanescence (2011). Sendo que em 23 de maio de 2022, foi anunciado pelo grupo que ele passaria a assumir as guitarras no lugar de Jen Majura, com sua função de baixista sendo transferida à musicista Emma Anzai.
McCord também faz parte do catálogo de artistas da Brave Wave Productions, uma gravadora japonesa especializada na produção de música de jogos eletrônicos.

## Vida pessoal
McCord é irmão do também músico e produtor Matthew McCord. É casado desde 18 de março de 2017 com Danielle McCord, e atualmente vivem na cidade de Sacramento, Califórnia juntamente com seus filhos Maddie (nascida em 2 de abril de 2014) e Declan (nascido em 17 de fevereiro de 2016), além de seus enteados Alyssa (falecida em 9 de fevereiro de 2020), Arianna e Jeffrey.

## Discografia

### The Revolution Smile
- We Are in This Alone (2002)
- Above the Noise (2003)

### Evanescence
- Evanescence (2011)
- Synthesis (2017)
- The Bitter Truth (2021)

### Participações
| Ano  | Artista             | Álbum                                          | Faixa              | Nota                                                        |
| ---- | ------------------- | ---------------------------------------------- | ------------------ | ----------------------------------------------------------- |
| 2014 | (Vários artistas)   | In Flux                                        | "Blue Star"        | Guitarra, baixo, bateria, sintetizador e produção adicional |
| 2018 | Manami Matsumae     | Three Movements                                | "Blue Star"        | Guitarra, baixo, bateria, sintetizador e produção adicional |
| 2024 | Konami Kukeiha Club | ミュージック フロム 魂斗羅 – Music from Contra | (Múltiplas faixas) |                                                             |